# Geschiedenis van Volksrepubliek China

Vlag

Dit artikel behandelt de geschiedenis van de Volksrepubliek China.

## Mao Zedong
Na de Tweede Wereldoorlog werd in de Republiek China de Chinese Burgeroorlog tussen de Communistische Partij van China en de Kwomintang voortgezet. Aanvankelijk leek Chiang Kai-shek te winnen, in 1947 veroverde de Kwomintang zelfs triomfantelijk Mao's hoofdkwartier in Yan'an. Maar Mao met zijn Rode Leger was al vertrokken en zou de volgende twee jaar kat en muis spelen met de Kwomintang, die geleidelijk zijn steun verloor bij de bevolking en waarvan de soldaten langzamerhand overliepen. Eind 1948 had Chiang nog maar 1 miljoen man over en Mao's Rode Leger was gegroeid tot 1,5 miljoen man. In november 1948 koos Mao voor de aanval en Mukden viel en daarmee Mantsjoerije. In januari 1949 veroverde de communistische veldheer Lin Biao Beijing. De burgeroorlog werd in september 1949 door de communisten gewonnen, in oktober 1949 proclameerde Mao vanaf de Tiananmen-poort de Chinese Volksrepubliek waarvan hijzelf president werd en Zhou Enlai premier. De aanhangers van de Kwomintang vluchtten naar Taiwan, terwijl Mao Zedong, leider van de communisten, een dictatoriaal bewind vestigde dat uiteindelijk een strikte controle zou uitoefenen over het dagelijks leven in China. China was onder Mao betrokken bij tal van conflicten in de regio. Zo steunde China Noord-Korea in de Koreaanse Oorlog, Noord-Vietnam in de Vietnamoorlog en het Rode Khmer-regime van Pol Pot en had het een aantal gewapende grensconflicten met landen als India.
De direct na het uitroepen van de Volksrepubliek volgende periode van zuiveringen zou het leven kosten aan miljoenen mensen (van 'kapitalisten' zoals grootgrondbezitters en al dan niet vermeende politieke tegenstanders tijdens de Campagne voor de onderdrukking van contrarevolutionairen, tot en met geestelijken en buitenlandse missionarissen). Deze zuiveringen werden nogmaals voltrokken in een aantal campagnes zoals die van de "drie anti's" en de "vijf anti's" in 1951-1952 waarbij ongeveer een miljoen mensen extra het leven lieten. Er werd een eerste economisch vijfjarenplan (1953-1957) doorgevoerd, maar de resultaten hiervan hielden niet over; de landbouwproductie groeide nauwelijks, terwijl die nog steeds de helft van de Chinese economie uitmaakte. Even leek er in 1956 en 1957 ruimte voor kritiek op het regime, tijdens de Honderd-bloemencampagne, maar al in 1957 kwam hier een hardhandig einde aan en werden honderdduizenden intellectuelen bestempeld als 'conservatief' en met dwangarbeid bestraft. Grotere dieptepunten van Mao's regime zouden nog volgen, met de grote hongersnood tijdens de Grote Sprong Voorwaarts (1958-1960) en de Culturele Revolutie (1966-1970) (zie onder).
In 1959 veroverde de Volksrepubliek het in 1912 onafhankelijk geworden Tibet. 

### Relatie met de Sovjet-Unie
De relatie met de Sovjet-Unie, die lange tijd de Chinese communisten had gesteund, verslechterde na de dood van Jozef Stalin (1953) en met name tijdens en na het rode schisma. Mao vond de nieuwe Russische leiders geen goede communisten meer en hekelde het feit dat de nieuwe Russische president, Nikita Chroesjtsjov, geen confrontatie met de VS wilde aangaan. In 1969 kwam het tot een hoogtepunt toen de beide grootmachten tegenover elkaar kwamen te staan in een grensconflict aan de rivier de Oessoeri over het eiland Damanski, dat bijna leidde tot een atoomoorlog. Dankzij de bemiddeling van Hồ Chí Minh kwamen de landen politiek overeen om de kwestie vreedzaam op te lossen. Onderhandelingen vonden plaats in de jaren 90, wat uiteindelijk leidde tot een akkoord in 2005.

### Grote Sprong Voorwaarts
Een andere zwarte bladzijde uit deze periode in de Chinese geschiedenis was een ondoordachte poging om de economische achterstand in geforceerd tempo in te lopen door middel van een vijfjarenplan dat bekendstond onder de naam Grote Sprong Voorwaarts en uiteindelijk in plaats van vijf slechts drie jaar duurde (1959-1961). Het gehele Chinese platteland werd opgedeeld in communes en er werd een collectivisatie doorgevoerd die nog verder ging dan in de Sovjet-Unie. De productie zakte als gevolg van dit systeem echter finaal in elkaar; de boeren bleken niet bereid zich extra in te spannen zonder beloning in het vooruitzicht. In plaats van vooruitgang bracht deze campagne dus een grootschalige hongersnood waarbij naar schatting tussen de 18 tot 45 miljoen mensen het leven verloren.

### Culturele Revolutie
In 1966 brak de Culturele Revolutie uit, door toedoen van Mao die de Rode Garde liet oprichten. In de praktijk was dit een spiraal van geweld en terreur tegen allerlei intellectuelen, waarbij vele doden vielen. De bijkomende maatschappelijke ontwrichting had mede tot gevolg dat de voedselproductie stokte, en er dus weer grote hongersnood uitbrak, met miljoenen doden tot gevolg.

## Deng Xiaoping

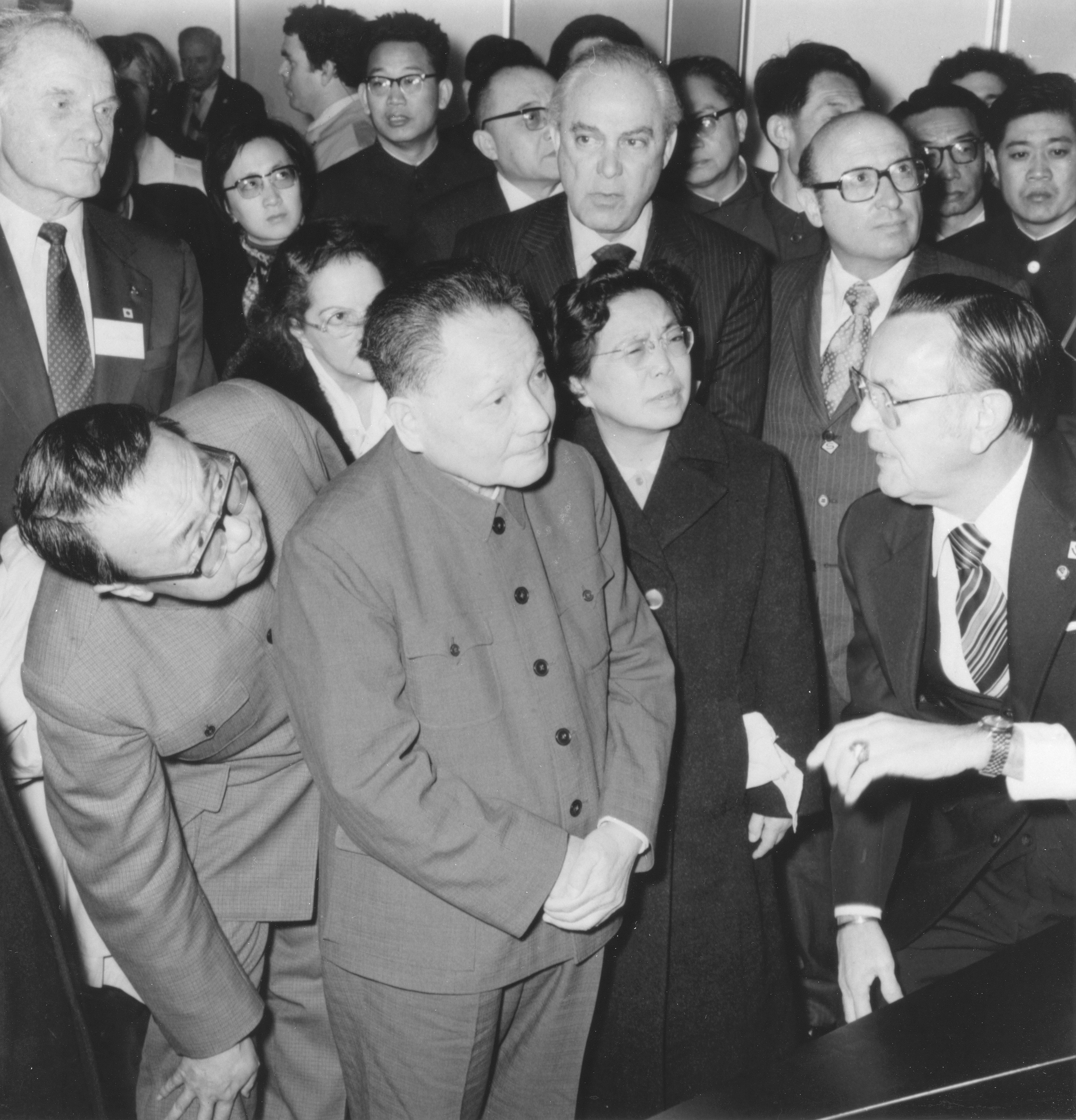
Deng Xiaoping in de Verenigde Staten (1979)

Na de dood van Mao in 1976 bleef China in naam communistisch, maar werd geleidelijk aan vrijer op persoonlijk en economisch vlak terwijl het toch de elementen van autoritarisme ten opzichte van politiek, religie en etnische minderheden behield. Deng Xiaoping, na Mao de voorzitter van de Communistische Partij, verklaarde: "Het maakt niet uit of de kat wit of zwart is, als hij maar muizen vangt." Hiermee bedoelde hij dat het niet zo veel uitmaakt welke ideologie men aanhangt, als er maar goede resultaten worden behaald. De ideologie werd 'Socialisme met Chinese karakteristieken', wat erop neerkwam dat in de economie zowel publieke als privé-bedrijven toegestaan werden. De economie van China groeide sindsdien sterk, en werd in 2010 de een na grootste economie ter wereld (na de Verenigde Staten),  met de economische groei nam ook de milieuvervuiling sterk toe. Sinds de dood van Mao is de algehele levensstandaard van de Chinezen dan ook sterk verbeterd, inclusief de persoonlijke vrijheden. Hij eindigde zijn regeerperiode met de bloedige onderdrukking van studentenprotesten op het Plein van de Hemelse Vrede in 1989 waarbij duizenden doden vielen.

## Jiang Zemin en Hu Jintao
Tot op de dag van vandaag blijft het eenpartijstelsel in China gehandhaafd, al is wel door sommige mensen binnen de partij, onder wie de voormalige premiers Zhao Ziyang en Wen Jiabao, voorzichtig gepleit voor meer 'democratie met Chinese karakteristieken'. Onder de presidenten Jiang Zemin en Hu Jintao was er binnen de partij sprake van een zekere mate van 'collectief leiderschap', waarbij de macht niet in handen was van één persoon, maar werd gedeeld door een aantal mensen aan de top. Er werden pogingen door het regime gedaan om de corruptie en milieuvervuiling te bestrijden.
In 2001 werd China lid van de Wereldhandelsorganisatie.

## Xi Jinping

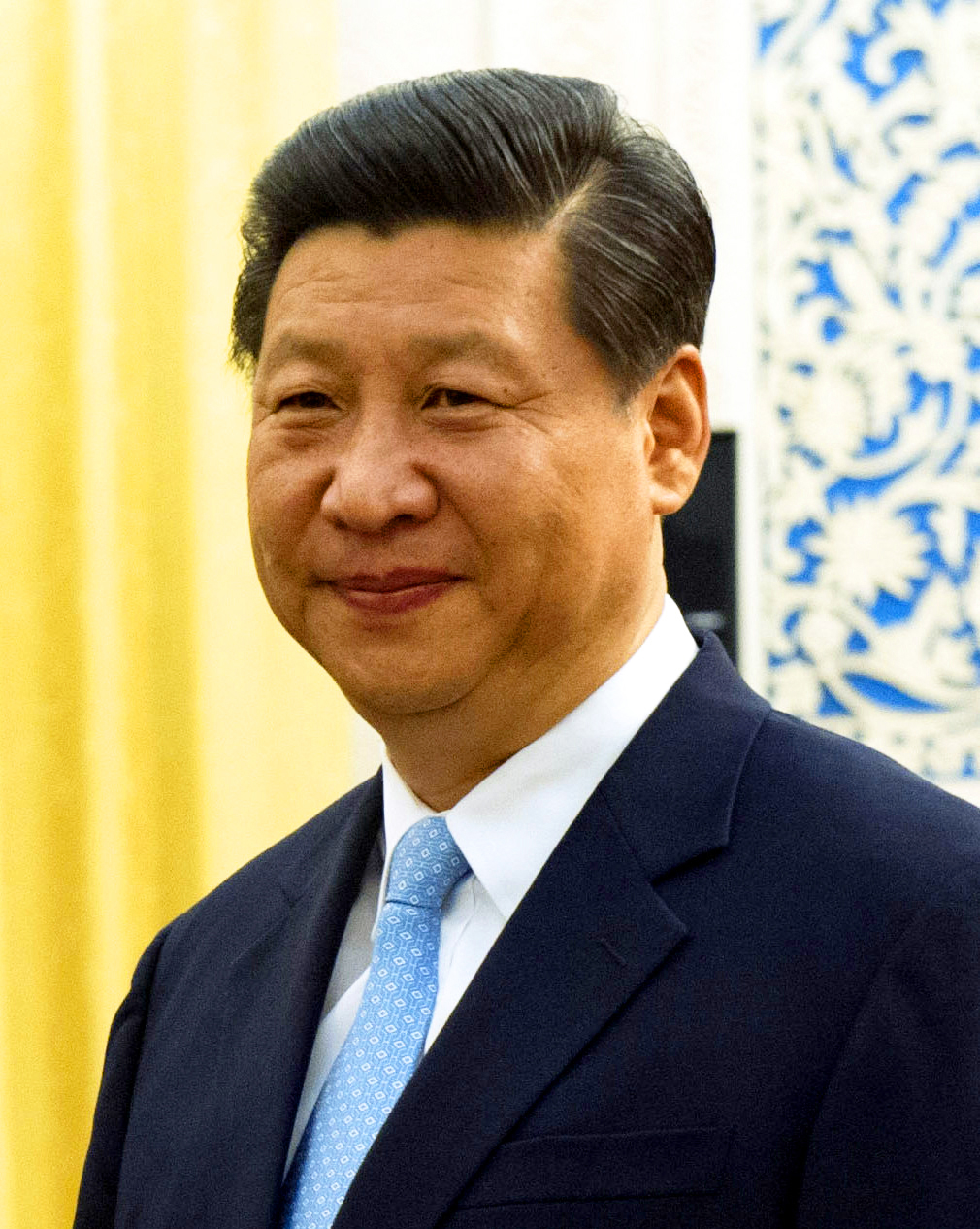
Xi Jinping (2012)

Sinds Xi Jinping in 2013 president is, lijkt alle macht echter weer bij één man te zijn. 

### Territoriale claims
Onder het presidentschap van Xi zijn de conflicten over de al oudere claims op de Zuid-Chinese Zee door China toegenomen. China claimt de hele Zuid-Chinese Zee als zijn territorium, maar andere landen claimen ook (delen van) die zee. Onder meer de Verenigde Staten verzetten zich tegen de claim van China.

### Conflicten met India
In 2017, en opnieuw in 2020 raakten militairen van India en China meermaals slaags. Dat gebeurde begin mei en eind augustus 2020, aan de grens tussen beide landen in de Himalaya. Er werd gevreesd voor een herhaling van de Chinees-Indiase Oorlog van 1962.

## Mensenrechten
Ook na de dood van Mao bleef aanzienlijke schendingen van mensenrechten plaatsvinden. Algemene problemen zijn er op het gebied van de grootschalige toepassing van de doodstraf, persvrijheid, de vrijheid van meningsuiting en de godsdienstvrijheid. Bijvoorbeeld ten aanzien van de verboden en heftig vervolgde sekte Falun Gong, en van niet-geregistreerde kerken. Er zijn diverse regio's met grote etnische minderheden die onderdrukt worden, zoals Tibet en Xinjiang: de bezetting en onderdrukking van Tibet is al sinds 1950 een internationale kwestie. In Xinjiang is onder meer de systematische onderdrukking van Oeigoeren met 'heropvoedingskampen' een omvangrijk probleem.